# Шокцы

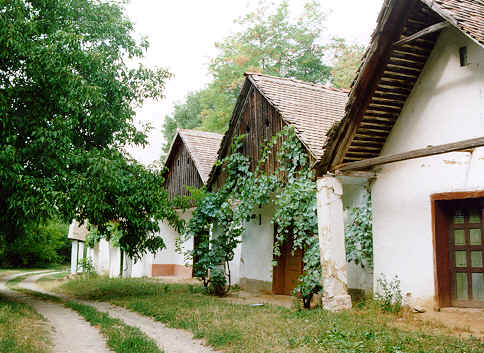
Шокская деревня в Драже, Хорватия

Флаг шокцев в Сербии

Шо́кцы (хорв. šokci, серб. шокци) — субэтнос хорватов, проживающий в Хорватии, Сербии, Венгрии и Румынии, преимущественно в исторической области Бачка. Самими хорватами воспринимаются как «сербы-католики».
Историк XVIII века Йован Раич утверждал, что «шокцы» — это презрительное наименование, данное южнославянским католикам южнославянскими православными.

## История
Самые ранние известные упоминания в Османской империи о шокцах датируются 1615 годом. Ферман Султан Ахмед I в одном из документов назвал их населением, принадлежащим к «латинской вере», чья «религия полностью отличается от веры сербов, греков и валахов». Они также упоминаются в документах Римско-католической церкви, где они просили Джеронима Лучича назначить епископом Боснии и Славонии в 1635 году.
Фактическое происхождение шокцев не вполне ясно, хотя они могут быть потомками первоначального славянского населения, которые пришли в Славонию и прилегающие районы во время периода переселения славян.
Независимо от того, когда именно они поселились там, шокцы считаются потомками коренного хорватского населения в Славонии и Воеводине, в то время как большинство современного населения этих регионов являются потомками последних поселенцев. Вторжение Османской империи привело к большой депортации христианского населения из Боснии и Герцеговины, а также других соседних регионов, так что население, по одной из версий, снова переехало из более южных районов (Боснии) в северном направлении.

## Культура

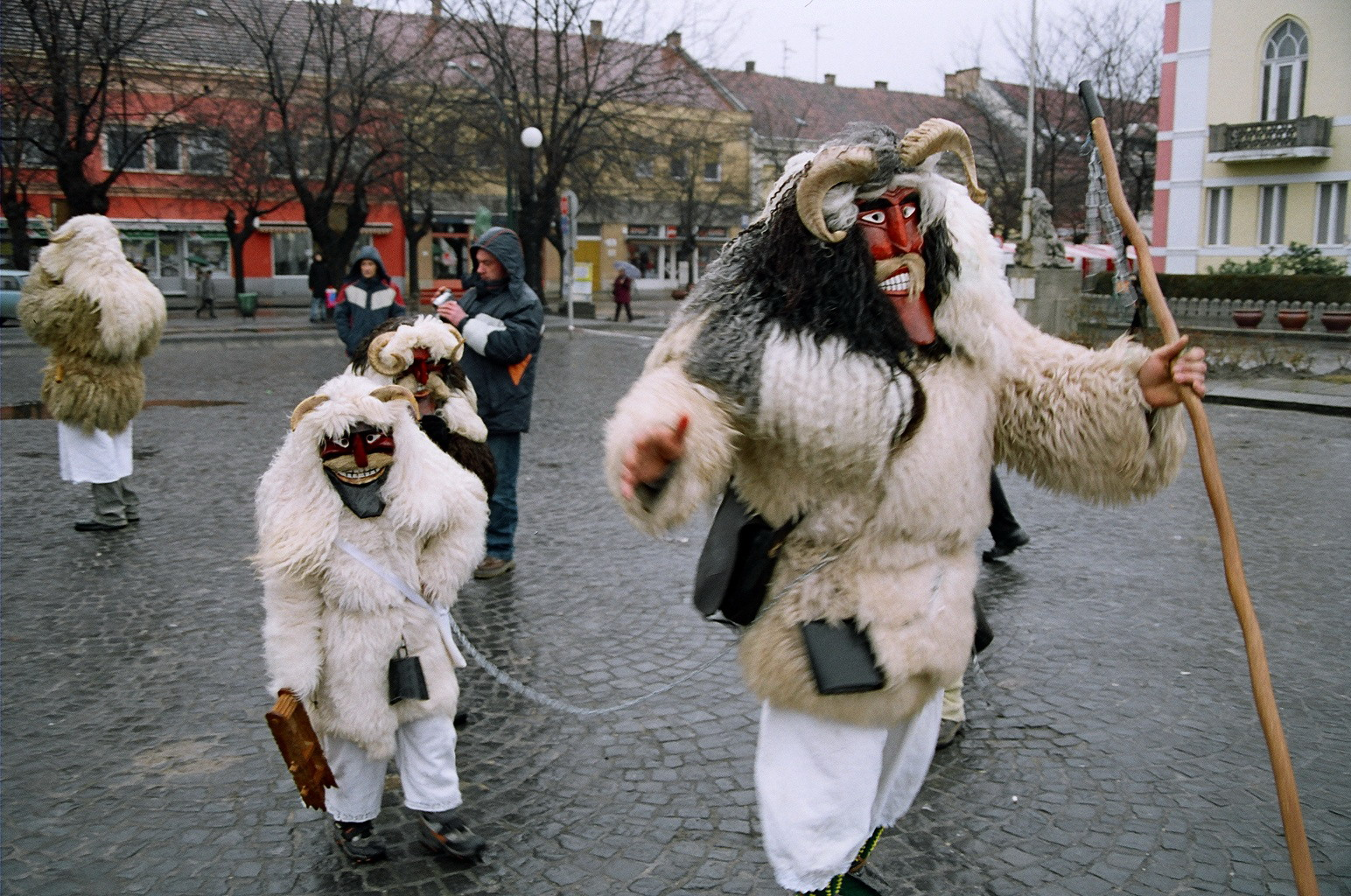
Бушары

Многие из традиций шокцев зависят от окружающей их среды — они живут на плодородной низменности, где они выращивают зерно и кукурузу в больших полях. Деревни часто имеют одну главную улицу (šor), где каждый последующий дом семьи вспомогательное здание* с просторным двором, а также колодец. Центральная улица окружена с обеих сторон каналами с водой, которые имеют небольшие переходы для того, чтобы человек мог добраться до дома.
Семьи часто держат домашнюю птицу, особенно уток и гусей, хотя основным источником мяса являются свиньи. Они используют свиные продукты, такие как ветчина, колбасы (особенно кулен) и бекон. Эти продукты обычно получены традиционным забоем осенью. Наиболее распространенными плодами являются сливы, не в последнюю очередь, потому что они используются для приготовления традиционного плодового самогона — сливовицы.
Шокцы уделяют много внимания фольклору. Каждая деревня является целым культурным сообществом, где они поют народные песни и исполняют национальные танцы. Они также проводят ежегодный праздник, который называется Šokačko sijelo.
Наиболее узнаваемой особенностью культуры шокцев является их музыка, которая играется в основном на тамбуре. Многие группы тамбура достигли общенациональной славы в Хорватии. Тамбур традиционно изготавливают из древесины клёна, тополя или сливы, но сегодня он в основном сделан из ели. Другой инструмент, используемый в прошлом,— это волынка. Традиционно свадебным торжествам уделяют много внимания, а иногда даже приглашают целые деревни.
Традиционный костюм шокцев выполнен из белой ткани с кружевным украшением. Женщины в основном носят такую одежду только летом, заменяя её одеждой из шерсти в зимний период. Самым почитаемым украшением одежды шокцев являются золотые монеты, называемые «дукаты» (dukati). Богатая шокская девочка должна была носить большое количество дукатов, сотканных на груди не только как украшение, а как явный признак того, что она происходит из богатой семьи.
У шокцев ежегодно устраивается бушояраш. Бушоярош — это ежегодное празднование шокцев, проживающих в городе Мохач (Венгрия), начинающийся в конце сезона карнавалов («Farsang») и заканчивающийся за день до Пепельной среды. Особенности празднования — это бушары (люди, одетые в традиционные маски), народная музыка, переодевания, парады и танцы. Бушояраш длится шесть дней, как правило, в течение февраля.